# Triclis rufescens
Triclis rufescens är en tvåvingeart som beskrevs av Austen 1914. Triclis rufescens ingår i släktet Triclis och familjen rovflugor. Inga underarter finns listade i Catalogue of Life.